# Julian Anthony Pearce
Julian Anthony Pearce est un géochimiste qui est actuellement professeur émérite à l'Université de Cardiff.
Il obtient un diplôme de première classe en sciences naturelles du Selwyn College de Cambridge en 1970 et son doctorat à l'Université d'East Anglia en 1973. Il est surtout connu pour ses travaux sur les ophiolites, les arcs insulaires et l'empreinte géochimique des roches et des minéraux.
Il reçoit la médaille Bigsby de la Société géologique de Londres en 1993 et la médaille Murchison en 2014. Il a un h-index de 79 selon Google Scholar.